# Анна Эйдеш (фильм, 1958)
«Анна Эйдеш» (венг.: Édes Anna) — венгерский драматический фильм 1958 года режиссёра Золтана Фабри по одноимённому роману Дэжё Костоланьи.
Фильм номинировался на «Золотую пальмовую ветвь» Каннского кинофестиваля (1959).
В 2012 году фильм был включён в список 53 венгерских фильмов, отобранных членами Венгерской академии искусств.

## Сюжет
1919 год. Юная девушка Анна Эйдеш (Мари Тёрёчик) по настоянию своего крёстного, служащего сторожем-консьержем в богатом доме, чтобы выслужиться перед чиновником, нанимается работать в благородную семью Визи. Анна производит отличное впечатление: хорошо воспитана и к тому же католичка. Миссис Визи рада получить трудолюбивую, скромную и послушную служанку, но плохо с ней обращается. Жизнь в чужом доме прислугой тяжела, но тут простая деревенская девушка влюбляется в племянника хозяев. Тот соблазняет Анну, но, узнав о её беременности, бросает. Миссис Визи выгоняет девушку. Доведенная до отчаяния, девушка убивает своих хозяев, и сама не может объяснить этого поступка.

Впрочем, самые впечатляющие сцены фильма не об этом. Фабри важнее рассказать о невидимом человеке, живущем невидимой жизнью не на своем месте: Анна с букетом не предназначенных ей цветов; Анна с чужим ребёнком, которого она полюбила, но который её больше не узнает; Анна, которая слышит чужую музыку, засыпая по ночам на полу в кухне. Все это производит куда более сильный эффект, чем просто фильм с очередной мелодраматической коллизией с коварным барчуком и наивной служанкой
.

## В ролях
- Мари Тёрёчик — Анна Эйдеш
- Мария Мезеи — госпожа Визи
- Карой Ковач — господин Визи
- Жигмонд Фюлёп — Янчи
- Бела Барши — Фичор
- Анна Барро — госпожа Татар
- Золтан Грегус — Габор Татар
- Кэти Бьоронди — Катица
- Хильда Гобби — Этель
- Янош Хоркай — Друма
- Геллерт Раксани — Батори
- Золтан Маклари — доктор Мовистцер
- Эрши Симор — миссис Мовистцер

## Критика
Фабри почти аскетически показывает только объективные факты, беспощадно отсекая всё лишнее, предоставляя зрителю дорисовать то, что не высказано замкнутой Анной. Задавшись сложной художественной задачей, Фабри строит фильм на переплетении холодной объективности внешнего течения жизни и крайне скупых и редких, а потому особо выразительных прорывах в духовный мир героини. … Рентгеновский снимок психологии «верхов» и «низов», сделанный в повести «Анна Эйдеш», независимо от воли автора показывал несовместимость интересов тех и других, неизбежность социальных конфликтов в реставрированном капиталистическом мире. Костолани привлек Фабри ещё и тем, что, будучи типичным буржуазным художником, воздерживался от прямых оценок и показывал жизнь как бы в её непосредственном течении. Антагонизм «верхов» и «низов», надругательство над человеческой личностью принимали в этом случае свой обыденный, повседневный и оттого ещё более страшный характер.— Золтан Фабри / А. А. Гершкович. — М.:Искусство, 1969. — 151 с. — с. 85-86

Высот трагедии достигает хрупкая Мари Тёрёчик в фильме Золтана Фабри «Анна Эйдеш». Казалось бы, эта роль совсем не свойственна оптимистическому темпераменту актрисы. В её Анне Эйдеш, жалкой, сгорбленной работой и унижением, кажется, нет ни искры света, ни капли молодой, горячей крови. Все растворилось в ежедневном, изнурительном труде. Даже и любовь, явившаяся ей на мгновение, обернулась кошмаром ожидания возмездия и этими страшными снами, когда ей казалось, что на неё сбрасывают одну за другой тяжелые перины. Она задыхается под ними, ищет воздуха, просит пощады и… в ужасе просыпается. В какое тяжелое мгновение ей показалось, что это изысканное, раздушенное, танцующее общество в гостиной хозяев — как кошмар из сна, готовый задушить её? В какое мгновение нож в её руке стал оружием мщения? A кроткая Анна убийцей? Актриса здесь полна самоотречения. Она загоняет весь свой темперамент куда—то глубоко, она, бесконечно обаятельная и неиссякаемо молодая, предстает перед нами в виде жалкого, забитого существа, у которого, кажется, и не было и нет молодости, из которого по капле выдавили все краски мира.— Валентина Иванова - Мари Теречик: сорванец и другие // Советский экран, 1970